# Kweldergras
Kweldergras (Puccinellia) is een geslacht uit de grassenfamilie (Poaceae). De soorten komen verspreid over de wereld voor.

## Soorten
- Blauw kweldergras (Puccinellia fasciculata)
- Gewoon kweldergras (Puccinellia maritima)
- Stomp kweldergras (Puccinellia distans)